# جوجل كلاود كونيكت
جوجل كلاود كونيكت  (بالإنجليزية: Google Cloud Connect)‏ هي خدمة مجانية للحوسبة السحابية مخصصة لنظام مايكروسوفت ويندوز وتطبيقات مايكروسوفت أوفيس حيث تتيح الخدمة تلقائيا تخزين ومزامنة أي مستند مايكروسوفت وورد مايكروسوفت باوربوينت أو مايكروسوفت إكسل إلى تطبيق محرر مستندات جوجل لصيغ مايكروسوفت أوفيس أو صيغة محرر مستندات جوجل. النسخة يتم تحديثها تلقائيا في كل مرة يقوم مايكروسوفت أوفيس بحفظ المستند. مستندات مايكروسوفت أوفيس يمكن تحريرها بدون الإتصال بالإنترنت وتتم المزامنة لاحقا عندما يتم يتم الإتصال عبر الإنترنت. تسمح الخدمة للمستخدمين بالعمل الجماعي على نفس الملفات وفي نفس الوقت. في 30 أبريل 2013، تم إيقاف الخدمة وفقا لجوجل، حيث أصبحت جميع الميزات متاحة عبر جوجل درايف.

## الميزات
يمكن للخدمة تلقائيا أو يدويا مزامنة التغييرات التي تم إجراؤها على مايكروسوفت أوفيس مع مستندات جوجل. المستندات يمكن تأمينها عبر وصول خاص من قبل مستخدم واحد أو بشكل مشترك مع أشخاص محددين التعاون، أو مع أي شخص. ويمكن استرجاع إصدارات المستندات السابقة.
- النسخ الاحتياطي: يمكن النسخ الاحتياطي لمستندات أوفيس يدويا أو تلقائيا إلى محرر مستندات جوجل في كل مرة يتم حفظها.[6] الفيديو
- المزامنة: التغييرات التي تحصل على مستند أوفيس في جهاز كمبيوتر واحد يمكن مزامنتها عند فتح الملف على كمبيوتر آخر.[7] الفيديو
- الحماية: مستندات أوفيس التي تتم مزامنتها إلى محرر مستندات جوجل يمكن أن تكون في متناول شخص واحد فقط.[8]
- المشاركة: مزامنة مستندات أوفيس إلى محرر مستندات جوجل يمكن مشاركتها لأي شخص تريده.[9] الفيديو
- التعديل: في المستند المُشارك يمكن إعطاء صلاحية أن يكون للمشاهدة فقط أو للتحرير للآخرين.[10] الفيديو
- نشر: مزامنة الملفات إلى تطبيق مستندات جوجل على نحو فعال ويمكن نشرها مما يجعلها في متناول أي شخص.[11]
- التعاون: يمكن لعدة مستخدمين العمل على نفس المستند وفي نفس الوقت.[12] الفيديو
- التنبيهات: عندما يقوم شخص بالتعديل على مستند مشارك، يتلقى الآخرين رسالة بريد إلكتروني تسمح لهم بالمعرفة.[13] الفيديو
- الطباعة: يمكن استخدام «طابعة جوجل السحابية» للطباعة المحلية أو على الطباعة عن بعد.
- مقارنة: الإصدار السابق يتم الاحتفاظ به مما يسمح للمستخدمين مقارنته مع الإصدارات القديمة.[14] الفيديو
- استرجاع: يمكن للمستخدمين العودة إلى الإصدار السابق من المستند.[15]
- حوسبة خضراء تسمح للوثائق المشتركة طباعة أو إرسال ملفات كبيرة عبر روابط فقط.
- مزامنة جوجل تتيح مزامنة المستندات التي سيتم عرضها وتحريرها مع معظم الأجهزة النقالة.
- التخزين: يعطي الخدمة 5 جيجابايت مجانية من سعة تخزين جوجل درايف. أما لتخزين بيانات إضافية يجب الدفع والحصول على سعات متعددة تصل إلى 16 تيرابايت.[16]

## وصلات خارجية
- مدونة جوجل إعادة انتقاص
- مدونة جوجل بالإعلان عن المادة
- جوجل كلاود كونيكت مساعدة ومعلومات عن المستخدمين (لا يعمل)
- ربط المساعدة والمعلومات للمسؤولين (لا يعمل)
- عن الإتصال السحابي